# Aeroportul Tabas
Aeroportul Tabas (IATA: TCX, ICAO: OIMT) este un aeroport din Montazeriyeh Rural District⁠(d), Central District⁠(d), Tabas County⁠(d), Khorassan de Sud⁠(d), Iran ce deservește zona Tabas.
Situat la o altitudine de 705 m, aeroportul dispune de o singură pistă.